# Дзоусуі
Дзоусуі (яп. 雑炊, ; ぞうすい) або одзія (яп. おじや) — м’який японський рисовий суп з овочами. Його роблять із заздалегідь приготованого рису та дасі або води, приправлених соєвим соусом або місо, що готуються з іншими інгредієнтами, такими як м’ясо, морепродукти, гриби та овочі. Зазвичай його подають хворим або тим, хто себе погано почуває, і традиційно взимку.
Залишки з набе часто використовують для приготування дзоусуі. Нещодавно, альтернативою рису, стали локшина удон та рамен.

## Історія

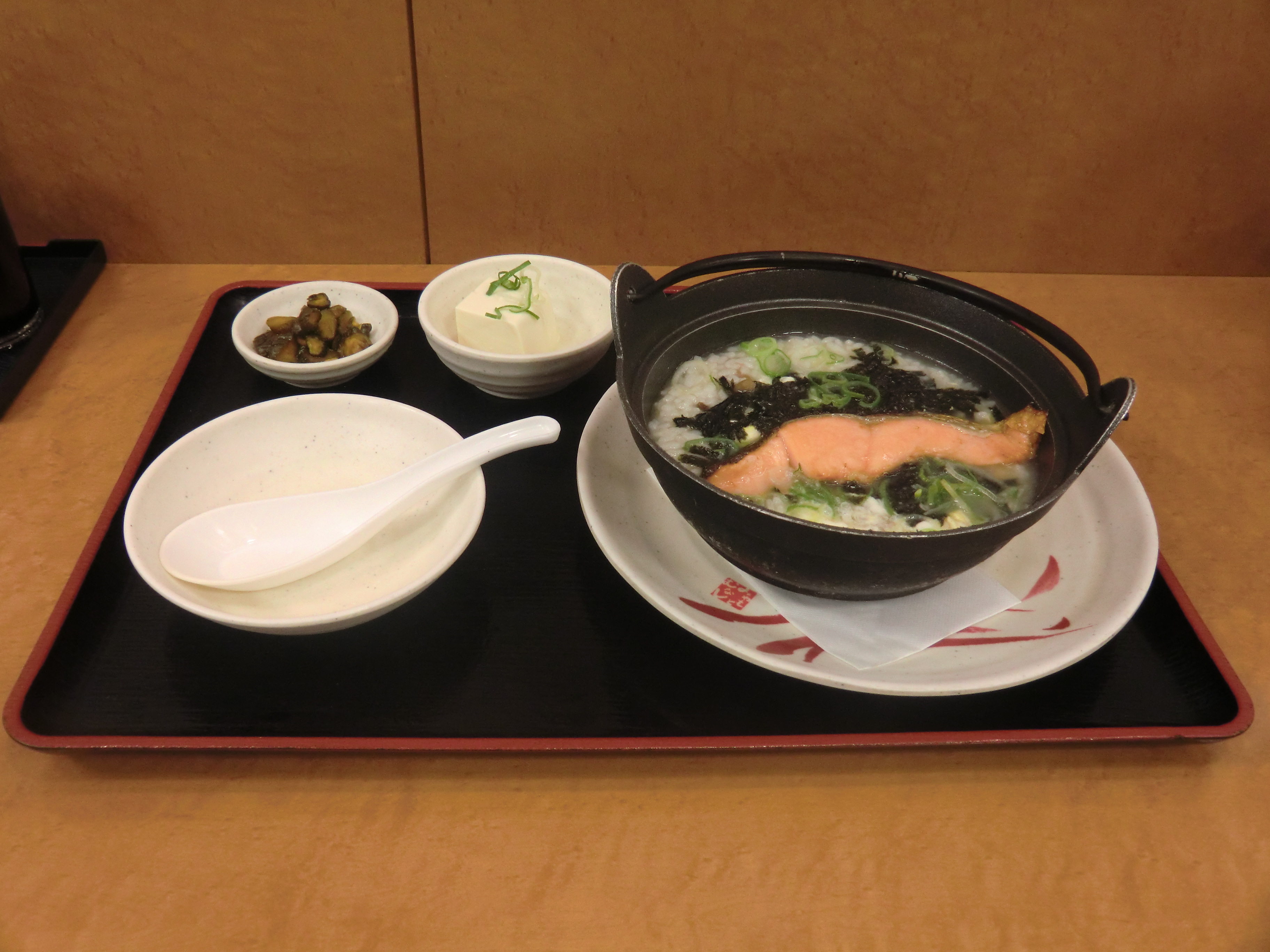
Дзоусуі з лососем.

У часи, коли було важко зберегти приготований рис теплим, способом повторного використання холодного рису було поєднання рису з супом місо. Це широко робилося в домашніх господарствах по всій Японії. У наш час його частіше використовують як їжу для хворих або тих, хто себе погано почуває, а не для повсякденного харчування.

## Різновиди
Є цілий ряд різновидів дзоусуі, включаючи мару дзоусуі (яп. まる雑炊), зроблений з китайської м'якотілої черепахи, фуґу дзоусуі (яп. ふぐ雑炊), торі дзоусуі (яп. とり雑炊) з курятиною, кані дзоусуі (яп. かに雑炊) з крабом, сукіякі дзоусуі (яп. すきやき雑炊) і шябу-шябу дзоусуі (яп. しゃぶしゃぶ雑炊). Готуючи цю страву вдома залишки бульйону та рису поєднуються з будь-якими інгредієнтами, які є під рукою.

## Одзія
Слово одзія часто вживається в тому ж значенні, що і дзоусуі, але воно було створено як частина ньоубоу котоба (в данному випадку, шляхом додавання префіксу "о-" для вираження ввічливості). Його походження незрозуміле, хоча припускають, що це слово походить від звуку, що виникає при приготуванні рису, або, можливо, від ісп. olla для означення керамічного посуду (японською вимовляється як одзя (яп. オジャ)).
Багато людей використовують слова одзія та дзоусуі як взаємозамінні, і їх використання залежить від регіону та домогосподарства. Однак наступний список підкреслює деякі загальні відмінності між ними:
- Дзоусуі готується з промиванням рису, щоб збільшити його липкість. Це не робиться при приготуванні одзії.
- У дзоусуі бульйон і рис доводиться до кипіння разом, зерна рису зберігають при цьому їх форму. При приготуванні одзії форма рису не зберігається при варінні разом з бульйоном[1].
- Одзія ароматизується місо або соєвим соусом, відвар залишається світлим або білого кольору, на відміну від відвару дзоусуі, який приправляється лише соєвим соусом.

## Дзюусіі

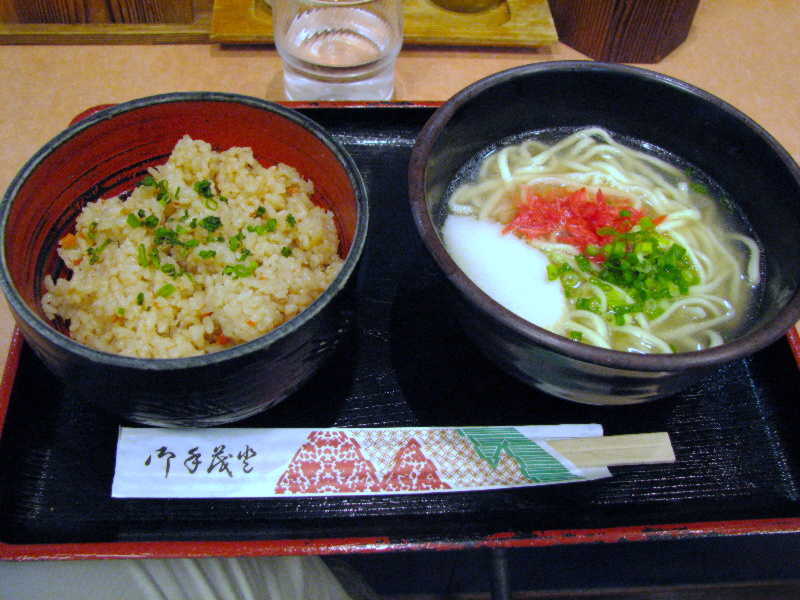
Дзюусіі з окінавською собою.

Окінавська страва дзюусіі (яп. ジューシー) (від дзюусіімее (яп. ジューシーメー)) вважається похідною від дзоусуі. Однак, як правило, цю страву готують з сирим рисом, і при її приготуванні використовують набагато більше води. Строго кажучи, ці рисові страви називаються куфадзюусіі (яп. クファジューシー), або катай дзюусіі (яп. 固いジューシー, буквально "твердий дзюусіі"), а дзоусуі є яфараа дзюусіі (яп. ヤファラージューシー), або яваракай дзюусіі (яп. 柔らかいジューシー, буквально "м'який дзюусіі"). Існує велика різноманітність стилів приготування страви, включаючи використання великої кількості смальцю або маргарину. Також часто використовуються такі інгредієнти, як ребра, хіджікі, моркву, шіїтаке та желе коньяку. Яфара дзюусіі зазвичай містить ребра або свинину, листя йомоґі (яп. フーチバー, футіба, Artemisia princeps), листя картоплі (яп. カンダバー, кандабаа) та таро (яп. チンヌク, тіннуку).